# Trapezocephalus
Genre
Trapezocephalus est un genre d'araignées aranéomorphes de la famille des Salticidae.

## Distribution
Les espèces de ce genre se rencontrent en Afrique subsaharienne et au Yémen.

## Liste des espèces
Selon World Spider Catalog (version 25.0, 14/03/2024) :
- Trapezocephalus aviculus (Berland & Millot, 1941)
- Trapezocephalus capicola (Simon, 1901)
- Trapezocephalus cassinicola (Simon, 1909)
- Trapezocephalus deamatus (G. W. Peckham & E. G. Peckham, 1903)
- Trapezocephalus harpago (Simon, 1909)
- Trapezocephalus infaustus (G. W. Peckham & E. G. Peckham, 1903)
- Trapezocephalus kittenbergeri (Caporiacco, 1947)
- Trapezocephalus lesserti (Wesołowska, 1986)
- Trapezocephalus ndumoensis (Wesołowska & Haddad, 2013)
- Trapezocephalus orchesta (Simon, 1886)
- Trapezocephalus robustus (Berland & Millot, 1941)
- Trapezocephalus semirasus (Lawrence, 1928)
- Trapezocephalus transvaalicus (Simon, 1901)
- Trapezocephalus tristis (Wesołowska, 2003)

## Systématique et taxinomie
Ce genre a été décrit par Berland et Millot en 1941 dans les Salticidae. Il est placé en synonymie avec Heliophanus par Wesołowska en 1986. Il est relevé de synonymie par Wesołowska en 2024.

## Publication originale
- Berland & Millot, 1941 : « Les araignées de l'Afrique Occidentale Française I.-Les salticides. » Mémoires du Muséum national d'Histoire naturelle, Nouvelle Série, vol. 12, no 2, p. 297-423 (texte intégral).